# Jacob Nordenson
Jacob Vilhelm Nordenson (født 2. september 1952 i Sofia kirkesogn, Stockholm) er en svensk skuespiller.

## Biografi
Jacob Nordenson studerede på Teaterhögskolan i Stockholm 1974–1977. Derefter var han aktiv på Norrbottensteatern, Skånska teatern, Riksteatern og Boulevardteatern. Han tog en pause fra teatret et stykke tid på grund af sceneskræk og var især involveret i dokumentarfilm blandt andet med Rickard Petrelius.
Senere blev det til roller i spillefilm og tv-produktioner. Blandt andet spillede han psykopatisk morder i Roseanna (1994), en nynazist i Den Vite Riddaren (1994) og en læge i Zonen (1996). Én af hans mest berømte optrædener er hovedrollen i tv-serien Gynekologen I Askim, som gynækologen "Henning". Derudover instruerede han dramadokumentaren Genom Eld Och Vatten (1997). Han arbejdede også som tømrer under optagelsen af 1998-filmen Strul.

## Filmografi
- 1989 - 1939
- 1991 - Joker
- 1993 - Roseanna
- 1996 - Kalle Blomkvist - Mästerdetektiven Lever Farligt
- 1997 - Heta Lappar
- 1997 - Tic Tac
- 1999 - Dödsklockan
- 2003 - Min Skäggiga Mamma
- 2004 - Falla Vackert
- 2005 - Pistvakt
- 2005 - Wallander - Den Svaga Punkten
- 2008 - Istället För Abrakadarba
- 2009 - Luftslottet Som Sprängdes
- 2010 - Fyra År Till
- 2011 - Någon Annanstans I Sverige
- 2012 - Arne Dahl: Upp Till Toppen Av Berget
- 2012 - Jävla Pojkar
- 2012 - Flimmer

### TV
- 1994 - Den Vita Riddaren
- 1996 - Zonen (tv-serie)
- 1996 - Silvermannen (tv-serie)
- 1996 - Rederiet (tv-serie)
- 1998 - Pistvakt - En Vintersaga
- 1999 - Insider (tv-serie)
- 2000 - Fem Gånger Storm
- 2001 - Bekännelsen
- 2002 - Taurus
- 2003 - Vera Med Flera
- 2004 - Danslärarens Återkomst
- 2004 - Om Stig Petrés Hemlighet
- 2006 - Möbelhandlarens Dotter
- 2007 - Höök: Gränsfall
- 2007 - Gynekologen I Askim
- 2008 - Häxdansen
- 2008 - Kommissarien Och Havet - Den Inre Kretsen (tv-serie)
- 2009 - Stormen